# Vajta, Fejér
Vajta  este un sat în districtul Sárbogárd, județul Fejér, Ungaria, având o populație de 874 de locuitori (2011). 

## Demografie
Componența etnică a satului Vajta
     Maghiari (85,36%)
     Romi (5,45%)
     Germani (1,02%)
     Necunoscut (7,83%)
     Români (0,34%)
     Alții (7,83%)
Componența confesională a satului Vajta
     Romano-catolici (52,17%)
     Fără religie (9,04%)
     Reformați (7,55%)
     Necunoscută (31,24%)
     Alte religii (12,36%)
Conform recensământului din 2011, satul Vajta avea 874 de locuitori. Din punct de vedere etnic, majoritatea locuitorilor (85,36%) erau maghiari, existând și minorități de romi (5,45%) și germani (1,02%). Apartenența etnică nu este cunoscută în cazul a 7,83% din locuitori.  Din punct de vedere confesional, majoritatea locuitorilor (52,17%) erau romano-catolici, existând și minorități de persoane fără religie (9,04%) și reformați (7,55%). Pentru 31,24% din locuitori nu este cunoscută apartenența confesională.